# Resolutie 2021 Veiligheidsraad Verenigde Naties
Resolutie 2021 van de Veiligheidsraad van de Verenigde Naties werd unaniem door de VN-Veiligheidsraad aangenomen op 29 november 2011 en verlengde het wapenembargo tegen gewapende groepen in Congo-Kinshasa met een jaar.

## Achtergrond
In 1994 braken in de Democratische Republiek Congo etnische onlusten uit die onder meer werden veroorzaakt door de vluchtelingenstroom uit de buurlanden Rwanda en Burundi. In 1997 beëindigden rebellen de lange dictatuur van Mobutu en werd Kabila de nieuwe president. In 1998 escaleerde de burgeroorlog toen andere rebellen Kabila probeerden te verjagen. Zij zagen zich gesteund door Rwanda en Oeganda. Toen hij in 2001 omkwam bij een mislukte staatsgreep werd hij opgevolgd door zijn zoon. Onder buitenlandse druk werd afgesproken verkiezingen te houden die plaatsvonden in 2006 en gewonnen werden door Kabila. Intussen zijn nog steeds rebellen actief in het oosten van Congo en blijft de situatie er gespannen.
In 2003 werd een wapenembargo opgelegd tegen alle gewapende groepen die geen deel uitmaakten van de overheid. Ook werden reisbeperkingen en financiële sancties getroffen tegen diegenen die dit embargo schonden. Daarop werd toegezien door een groep van experts.

## Inhoud

### Waarnemingen
Men had de rapporten van de experts die toezagen op de sancties tegen gewapende groepen in Congo ontvangen waaruit een goede samenwerking met dat land en andere landen in de regio bleek.
Men bleef onderwijl bezorgd om de aanwezigheid van gewapende groeperingen die de oostelijke provincies van Congo onveilig bleven maken.
Men veroordeelde ook de aanhoudende wapenhandel en was van plan strenger op het wapenembargo toe te zien.
Ook werd gewezen op het belang van economische ontwikkeling, want de werkloosheid en armoede in de betrokken regio waren in stijgende lijn.
Gewapende groeperingen boorden ook nieuwe inkomsten aan, als drugshandel, illegale belastingen en handel in landbouwproducten.
Ook de mensenrechtenschendingen in de streek bleven aanhouden.

### Handelingen
Het wapenembargo, de sancties inzake transport, de financiële sancties en het reisverbod werden opnieuw verlengd, tot 30 november 2012.
Ook de groep van experts die erop toezag werd tot deze datum verlengd.
Voorts eiste de Raad dat gewapende groepen, in het bijzonder de FDLR, het Verzetsleger van de Heer, de Mai Mai Yakutumba, de FNL en de ADF, de wapens neerlegden en alle geweld staakten.
Men was tevreden over inspanningen van Congo om mensenrechtenschenders en zij die illegaal grondstoffen delfden te straffen.
De landen in de regio werden in dat verband ook aanbevolen regelmatig import- en exportstatistieken inzake hun grondstoffen te publiceren.

## Verwante resoluties
- Resolutie 1952 Veiligheidsraad Verenigde Naties (2010)
- Resolutie 1991 Veiligheidsraad Verenigde Naties
- Resolutie 2053 Veiligheidsraad Verenigde Naties (2012)
- Resolutie 2076 Veiligheidsraad Verenigde Naties (2012)

Lijst ·  1967 ·  1968 ·  1969 ·  1970 ·  1971 ·  1972 ·  1973 ·  1974 ·  1975 ·  1976 ·  1977 ·  1978 ·  1979 ·  1980 ·  1981 ·  1982 ·  1983 ·  1984 ·  1985 ·  1986 ·  1987 ·  1988 ·  1989 ·  1990 ·  1991 ·  1992 ·  1993 ·  1994 ·  1995 ·  1996 ·  1997 ·  1998 ·  1999 ·  2000 ·  2001 ·  2002 ·  2003 ·  2004 ·  2005 ·  2006 ·  2007 ·  2008 ·  2009 ·  2010 ·  2011 ·  2012 ·  2013 ·  2014 ·  2015 ·  2016 ·  2017 ·  2018 ·  2019 ·  2020 ·  2021 ·  2022 ·  2023 ·  2024 ·  2025 ·  2026 ·  2027 ·  2028 ·  2029 ·  2030 ·  2031 ·  2032